# كاليم سيمون
كاليم سيمون (بالهولندية: Kaleem Simon)‏ هو لاعب كرة قدم بريطاني، ولد في 8 يوليو 1996 في لندن في إنجلترا يلعب في نادي جلف يونايتد ومنتخب مونتسرات لكرة القدم. احترف في الإمارات في نادي الصقور العربية ونادي جلف يونايتد.

## وصلات خارجية
- كاليم سيمون على موقع قاعدة بيانات كرة القدم.إي يو (الإنجليزية)
- كاليم سيمون على موقع ناشيونال فوتبول تيمز (الإنجليزية)
- كاليم سيمون على موقع Soccerway.com (الإنجليزية)
- كاليم سيمون على موقع عالم كرة القدم.نت (الإنجليزية)